# Frýdštejn (hrad)
Frýdštejn je zřícenina hradu ležící v obci Frýdštejn u Malé Skály v okrese Jablonec nad Nisou.
Dominantou hradu je velká hradní věž, postavená na nejvyšší pískovcové skále, odkud je vidět na celé údolí. Věž je 15 metrů vysoká, v průměru má 9 metrů a zdivo má sílu 2 metry.

## Historie
Pojizeří bylo od 13. století majetkem Markvaticů. Roku 1363 jsou zmiňováni jako majitelé oblasti kolem Hodkovic páni z Dražic a roku 1376 Jan II. z Bibrštejna, rod Bibrštejnů sídlící ve Frýdlantu tedy stál pravděpodobně u vzniku hradu.
První zmínka o Frýdštejně pochází z roku 1385, záznamy z toho roku zmiňují Bohuňka Puklíce z Frýdštejna. Okolo roku 1400 byl hrad v držení rodu Kamenců ze Střížovic a Čakovic.
Na začátku 15. století se majitelem panství stal Bohuš z  Kováně. Roku 1432 byl hrad obléhán husity v čele s Otou z Lozy a Janem Čapkem ze Sán. Katolík Bohuš z Kováně nejprve uzavřel s husity dohodu, později konvertoval a roku 1448 pomáhal Jiřímu z Poděbrad při dobývání Prahy. Po Bohušově smrti roku 1460 spravoval panství Jan Zajíc z Hazmburka.
Poté se zde vystřídalo několik majitelů. Roku 1489 vlastnil hrad Jiří Berka z Dubé, roku 1498 Vilém Zub z Landštejna, pak Jan Dubecký z Dubče a po roce 1508 Jan Chvalovský z Ledec.
V roce 1540 koupil hrad a frýdštejnské panství Jan z Vartenberka, který Frýdštejn připojil k rozsáhlému vartenberskému panství. Adam z Vartenberka se účastnil odboje českých stavů proti králi Ferdinandu I., a proto ztratil roku 1547 některé své statky včetně Frýdštejna a Českého Dubu. Obě panství od krále odkoupil Jan z Oprštorfu. Jan si však za své sídlo zvolil Český Dub a frýdštejnské panství postupně rozprodal, čímž zanikl význam frýdštejnského panství i Frýdštejna jako strážního hradu.
Oppersdorfové v roce 1591 neobyvatelný hrad s panstvím prodali Zikmundu II. Smiřickému ze Smiřic. Po pánech ze Smiřic získal panství roku 1623 Albrecht z Valdštejna. Po Valdštejnově smrti získal panství císařský plukovník hrabě Jan Ludvík Isolani. Jedna z Isolaniho dcer odkázala panství katolické církvi, v jejímž držení zůstalo panství až do roku 1838, kdy se dostalo do vlastnictví Kamila Rohana.

## Současnost
Hrad je přístupný od roku 1892, kdy ho od tehdejších majitelů – rodu Rohanů ze Sychrova – koupil turnovský okrašlovací spolek, který dal dochované zdivo zpevnit. Nálezy z doby osídlení hradu, které byly získány průzkumem, se nacházejí ve sbírkách turnovského muzea. Dnes je hrad majetkem obce Frýdštejn.
Hlavní dominantou hradu je velká hradní věž, postavená na nejvyšším skalisku tak, aby bylo možno obhlédnout široké okolí. Věž je nejlépe zachovalou částí hradu a je z ní vidět hrad Bezděz. Je asi 15 metrů vysoká, má 9 m v průměru a dvoumetrovou tloušťku zdiva. Jediný vchod byl v prvním patře asi 6–7 m nad úrovní nádvoří, do kterých pro návštěvníky vede po vnější straně věže kovové schodiště.
Na výšině jihovýchodně od hradu, lidově zvané Prakovna, je patrné obléhací opevnění.
| Rok  | Počet návštěvníků |
| ---- | ----------------- |
| 2015 | 25 790            |
| 2016 | 25 259            |
| 2017 | 26 622            |

## Frýdštejn v kultuře
O hradu psala Karolína Světlá v knize O Krejčíkovic Anežce. Frýdštejn posloužil jako místo pro natáčení filmů Tajemství hradu v Karpatech nebo O princezně Jasněnce a létajícím ševci.

## Přístup
Hrad se nachází necelý kilometr na východ od centra obce a od autobusové zastávky Frýdštejn, náves. Turistickým zážitkem je zejména přístup z opačné strany od Malé Skály. Hrad je od železniční stanice Malá skála na trati č. 030 Liberec – Pardubice vzdálen 3 kilometry po červené značce, jejíž trasa vede přes Pantheon vrcholovými partiemi Vranovského hřebene.

## Galerie

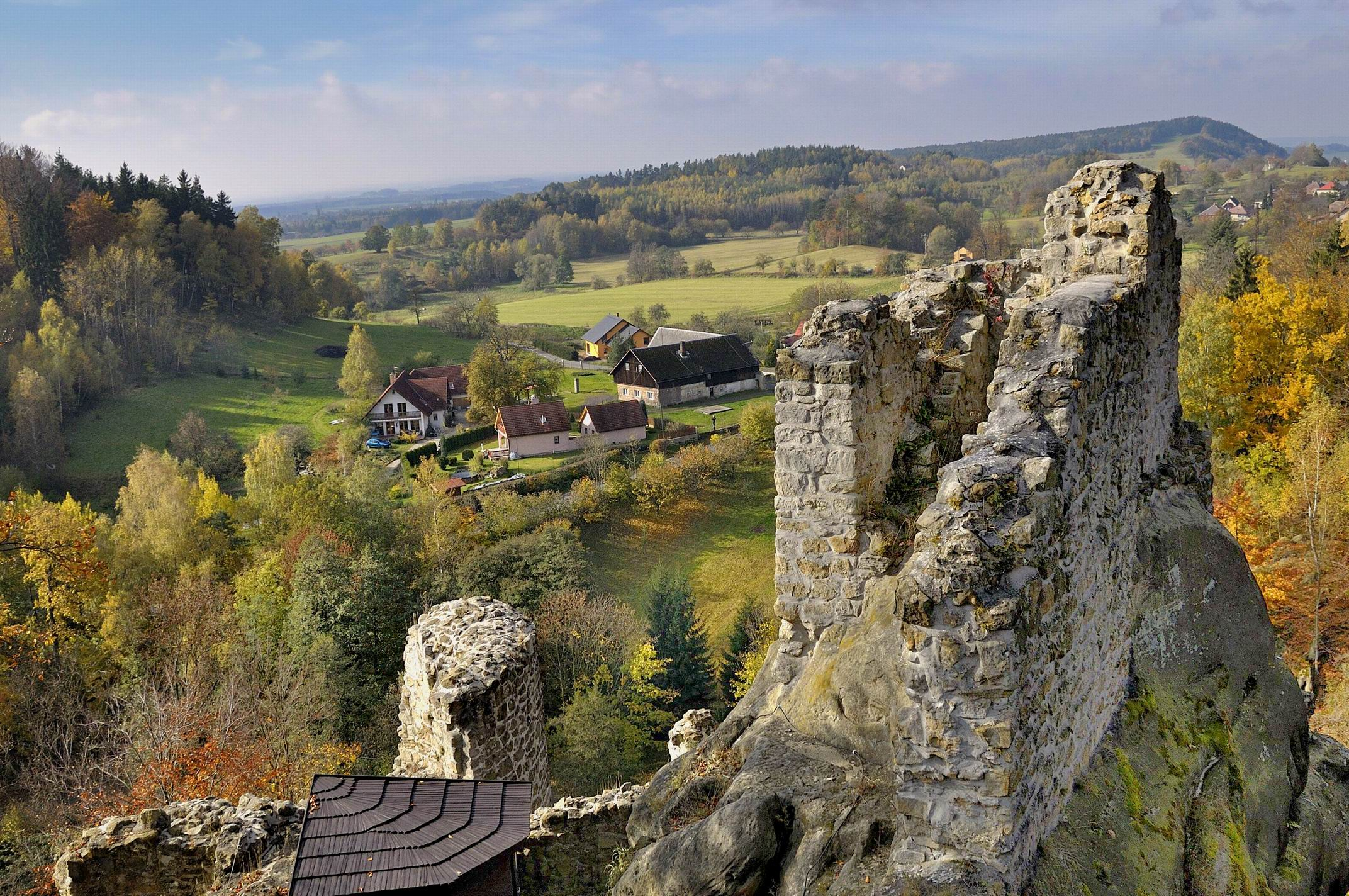
pohled z věže
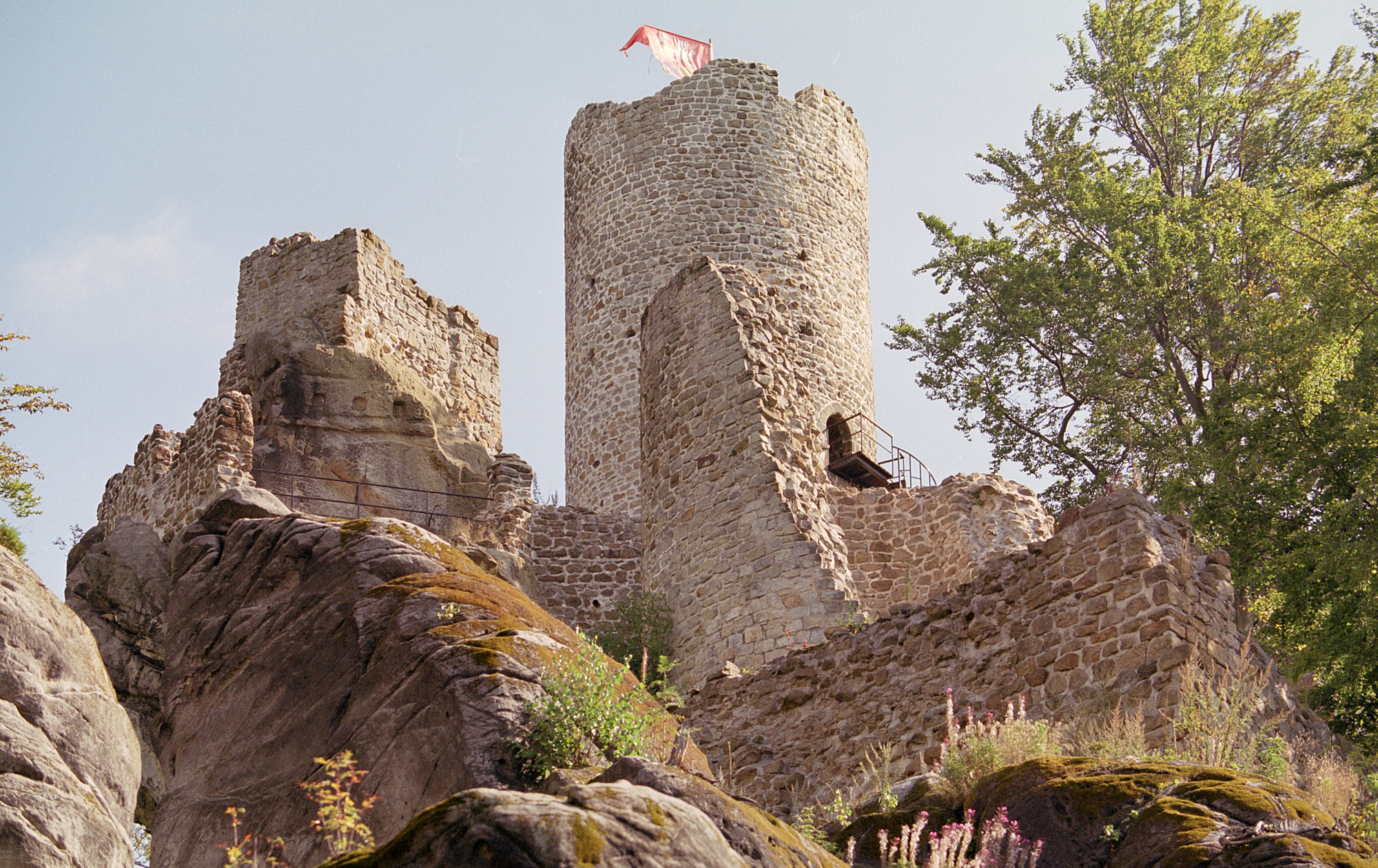
pohled ze spodních pater hradu
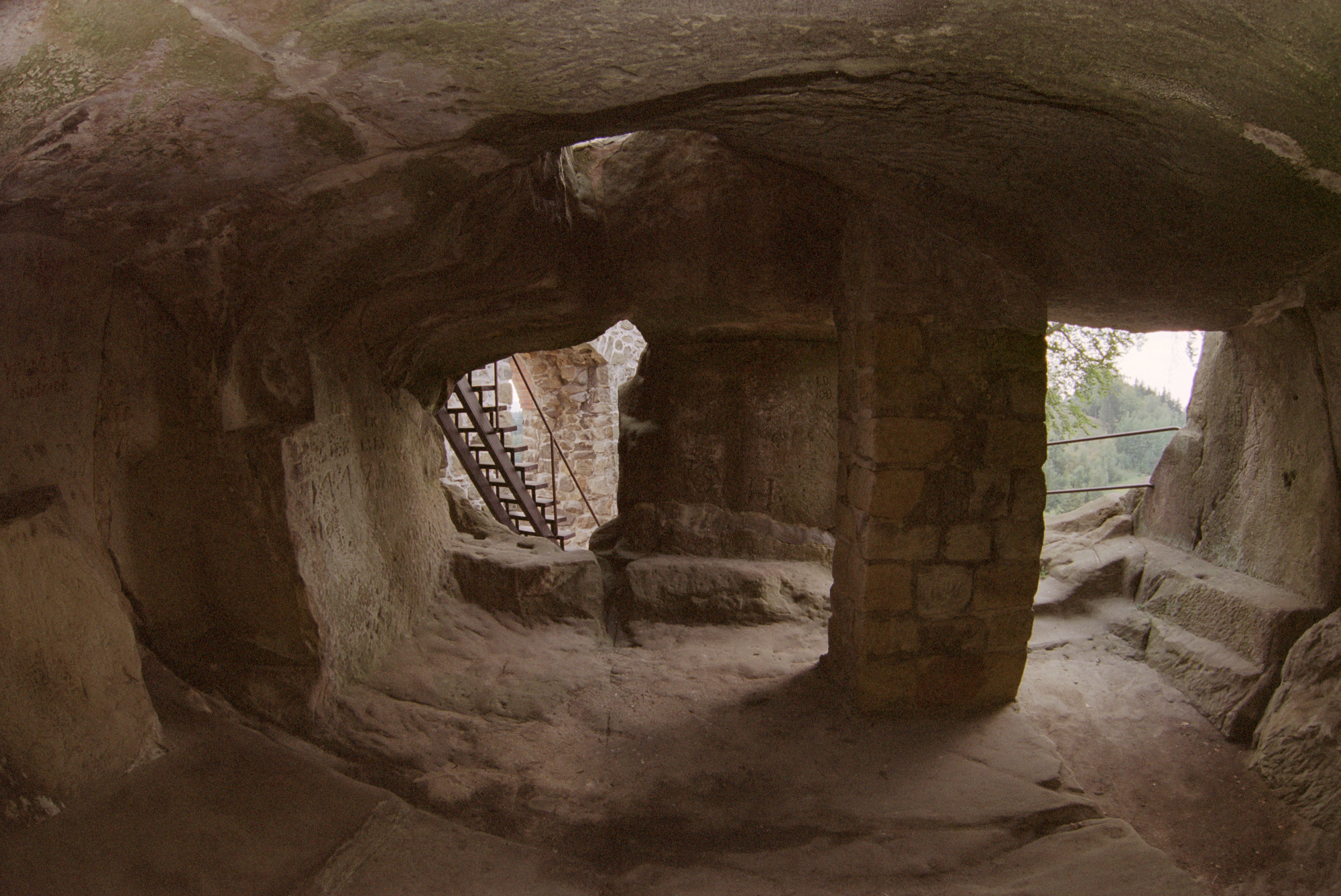
prostory vytesané v pískovci
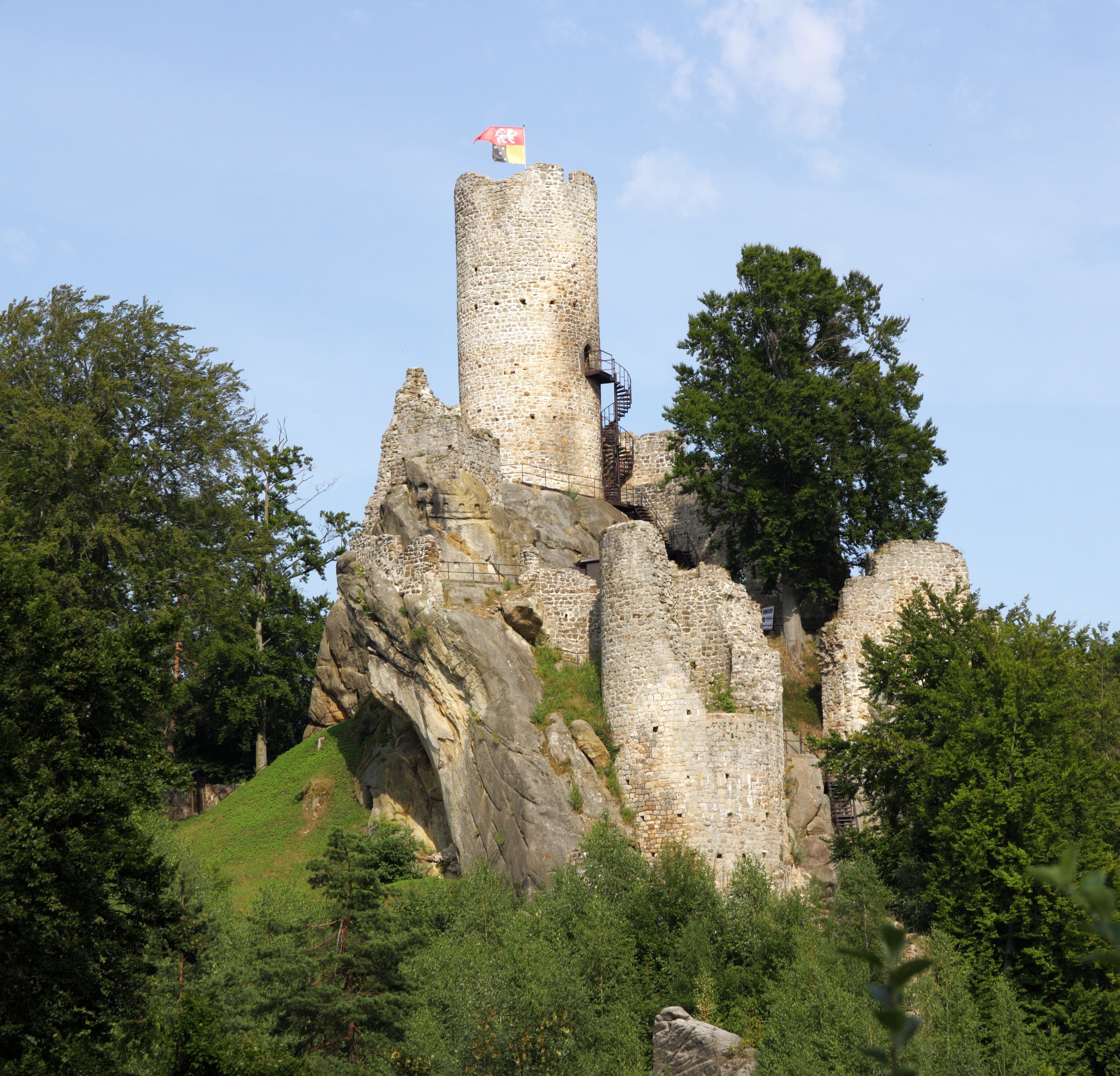
zřícenina od jihu
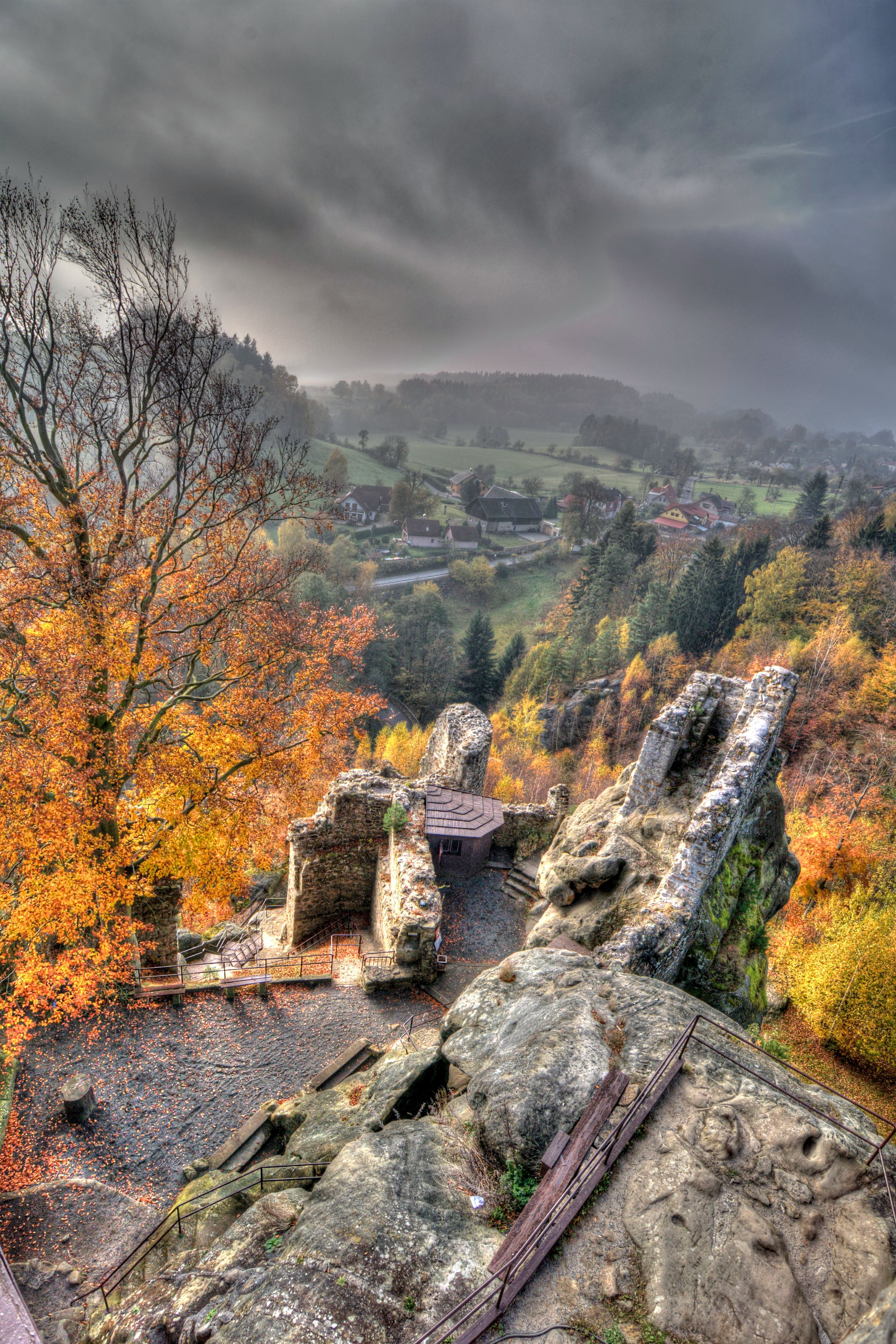
druhé nádvoří
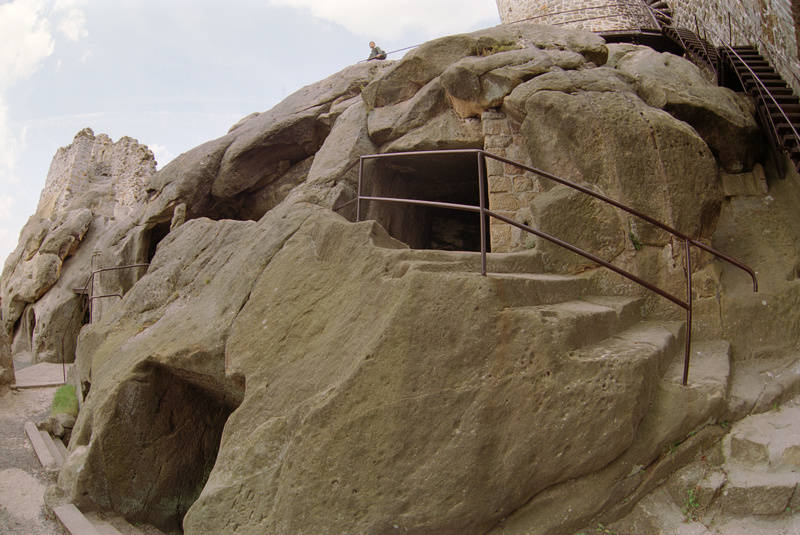
prostory vytesané v pískovci